# 王涤 (宋朝)
王滌（？—？），字長源，萊州人，北宋官员。

## 生平
歷官潮州知州，元祐五年（1090年），在城南建「昌黎伯廟」。